# Stanovo
Stanovo (ukrajinsky Станово, maďarsky Szánfalva) je obec ve vesnické komunitě Vyšný Koropec (ukrajinsky Верхній Коропець), v mukačevském okrese Zakarpatské oblasti Ukrajiny. V roce 2025 zde žilo 985 obyvatel. Součástí obce je ves Handerovycja, která v roce 2025 měla 284 obyvatel.
Archeologické nálezy dokládají, že Stanovo bylo osídleno již v pravěku. Byly zde nalezeny mohylníky (mohylová pohřebiště) kuštanovické kultury a kultury Suciu de Sus. První písemná zmínka o obci pochází z roku 1364. 